# 무광층
무광층은 빛이 없는 층을 말한다. 그것은 공식적으로 1%미만의 햇빛이 침투하는 깊이로 정의된다. 그 결과, 생물발광은 본질적으로 이 영역에서 발견되는 유일한 빛이다. 이 구역에서 대부분의 먹이는 호수 또는 바다 밑으로 쏟아지는 죽은 유기체에서 나온다. 
무광층의 깊이는 탁도와 연중 계절에 따라 크게 영향을 받을 수 있다. 무광층은 햇빛의 직접적인 영향을 받는 호수 또는 바다의 일부인 유광층 아래에 있다. 

## 바다
무광층이 어떻게 정의되는지에 따라, 바다의 무광층은 대략 200~1000m의 깊이 사이에서 시작하여 해저까지 이어진다. 수온은 대략 0~6°C이다.

## 같이 보기
- 초심해저대
- 해수대
- 유광층

## 참조
1. ↑  Earle, Sylvia A.; Thorne-Miller, Boyce (1999년). 《The ocean living: understanding and protecting marine biodiversity》. Washington, D.C.: Island Press. 56-57쪽. ISBN 1-55963-678-5.